# 밀양 청운리 안세환가옥
밀양 청운리 안세환가옥(密陽 靑雲里 安世煥家屋)은 대한민국 경상남도 밀양시 부북면 청운리에 있는 조선시대의 가옥이다. 2006년 1월 12일 경상남도의 문화재자료 제388호로 지정되었다.

## 연혁 및 배치
안세환 고가는 광주안씨가 집중 세거하고 있는 청운리에 있는 주택이다. 1840년대에 의관 안봉원이 청운리로 옮겨온 뒤 그의 아들 형제가 가세를 일으켜 나란히 건축한 주택 가운데 하나이다. 큰 아들 훈재 안종문의 가옥은 문화재자료 113호로 지정되어 있으며, 이 집은 작은아들 호재 안종익이 1935년(乙亥)에 건축한 건물이다. 구전에 의하면 건축비로 당시 논 50마지기에 상당하는 경비가 소요되었다고 한다.
건축연대는 안마당 동측에 있는 곡간채의 종도리 받침장여 밑에 묵서한 상량문에 “乙亥四月十三日寅時上樑”라 한 것과 지붕 망와에 “退老工場 貴 乙亥年”이라 한 것으로 보아 1935년에 건축한 것임을 알 수 있다. 이밖에 안대청 배면의 마루와 사랑마루에 키큰 미 서기 유리창문을 사용한 것, 안채의 복합형식의 미닫이창, 적벽돌 조 굴뚝과 합판을 사용한 골판문 등은 상기 건축년도와 부합되는 특징들이라 하겠다.

## 건축현황
안세환 고가는 東西로 긴 장방형의 대지에 건축한 대문채, 사랑채, 안채, 곡간채 등 4동의 건물로 이루어져 있다. 안채와 사랑채, 고간채 등 일곽 내 대부분의 건물이 1935년에 건축된 것으로 보인다. 동서로 긴 대지에 사랑채와 안채와 좌우 병렬형으로 배치한 형태로, ‘一字形’ 안채 서편에 ‘ㄱ자형’ 사랑채를 배치하여 내외공간을 엄격하게 구분하였다.
여성들이 생활하는 안채를 중심으로 동측(우측)에 곡간채를 두고, 남측에 여성이 주로 사용하는 대문채를 건축했다. 남성의 공간은 사랑채를 ‘ㄱ자형’으로 건축하고, 그 정면 모퉁이에 외부인들이 사랑채로 출입할 때 주로 사용하는 별도의 四柱門을 건축하여 남녀의 출입동선을 구분했다. 안채와 사랑채 사이에는 외부공간을 구분하기 위한 담을 축조하지 않았다. 이는 건축 당시의 유연해진 남녀 구별의식을 반영한 것으로 보인다.

### 안채
안채는 정면 5칸 측면 2칸의 팔작집으로, 전후퇴가 발달한 평면을 보인다. 평면은 좌로부터 정지, 큰방, 대청, 작은방 순으로 구성되어 있으며, 정지 배면에는 1칸 크기의 정지방이 있다. 안채 대청은 2칸이며, 배면과 측면에는 쪽마루가 길게 부설되어 있어 공간의 상호 연결성과 실용성이 두드러진 형태이다. 작은방 앞에는 바닥이 높은 퇴마루가 설치되어 있고, 그 하부에는 함실아궁이가 있다. 정지 상부에는 오염된 공기를 지붕위로 배출하기 위한 배기시설이 설치되어 있다.
정지의 천장인 다락바닥을 1자각의 크기로 뚫고 거기에 판재를 사용하여 사각형의 수직 덕트를 만들었다. 수직 덕트는 지붕을 뚫고 올라가 지붕 바닥에 높이 2자 정도의 적벽돌조 배기시설을 만들어 놓았다. 이러한 배기시설은 흔치 않은 것으로 근대기 住意識의 변화와 배기시설의 형태와 구조를 잘 보여준다는 점에서 매우 특징적인 것이다. 정지 배면에는 근대적인 성격의 정지방을 두어 가사활동의 중심으로서의 기능을 수행하도록 했다.
안채는 민도리계 3량가의 간략한 구조를 하고, 처마는 홑처마로 부연을 시설하지 않았다. 상부가구는 자연석 기단 위 막돌 초석을 놓고 각주를 세워 대들보를 받는 3량가로, 대들보 중앙에 원형판대공(대청) 또는 제형판대공(廳房間)을 놓아 종도리와 받침장여를 받게 했다.

### 사랑채
사랑채는 정면 4칸, 측면 4칸의 ‘ㄱ자형’ 평면이다. 평면은 좌로부터 큰사랑마루, 큰사랑방, 사랑부엌을 두고 사랑부엌에서 南으로 꺽어 작은사랑방과 작은사랑마루를 배설했다. 사랑부엌을 배면 모퉁이에 둔 것은 큰사랑방과 작은 사랑방의 난방과 동선의 효율성을 함께 고려한 것으로 생각된다. 廳房間에는 공히 사분합 들문이 시설되었고, 2칸의 작은사랑방은 내부를 네 짝의 미서기 문으로 구획되어 실의 轉用性을 높였다. 사랑채 뒷마당에 접한 토담에 大小家間의 내왕을 위해 작은 협문을 설치했으며, 이는 씨족마을에 입지 한 주택에서 볼 수 있는 것이다.
반면 사랑채 우측면의 콘크리트 블록으로 증축한 부분, 사랑부엌의 바닥을 돋우고 시멘트 몰탈을 발라 마감한 것 등은 사랑채를 훼손한 것으로 원형으로 복원해야 한다. ‘ㄱ자형’의 사랑채는 밀양지역 근대한옥에서 흔치 않은 것으로, 이는 안채와의 공간적 분리, 건물의 정면 길이의 제한 등을 고려한 의도된 형태라 하겠다. 사랑채에 사용한 재목이 튼실하고 치목과 수장이 비교적 정교한 편이다.

### 대문채
안마당에 면한 대문채는 정면 4칸, 측면 1칸 규모이며, 지붕은 팔작지붕으로 되어 있다. 평면은 왼편에 대문간을 두고, 오른편의 나머지 3칸을 수장용 공간으로 사용하고 있다. 대문채의 구조는 간략한 형태의 납도리 3량가이다.

### 곡간채
안마당 동편의 곡간채는 정면 3칸, 측면 1칸 규모의 팔작집으로, 외벽에 판벽과 판문을 시설하였다. 정면 맨우측 한 칸을 방앗간으로 사용하고 있으며, 거기에는 디딜방아가 남아 있다. 나머지 2칸은 농업 및 생활용의 수장공간으로 사용하고 있다. 곡간채와 안채 사이에 장독대가 있다.

## 참고 문헌
- 밀양 청운리 안세환가옥 - 국가유산청 국가유산포털